# México en los Juegos Olímpicos de Helsinki 1952
México estuvo representado en los Juegos Olímpicos de Helsinki 1952 por un total de 64 deportistas, 61 hombres y 3 mujeres, que compitieron en 13 deportes.
El portador de la bandera en la ceremonia de apertura fue el saltador Joaquín Capilla.

## Medallistas
El equipo olímpico mexicano obtuvo las siguientes medallas:
| Nombre          | Deporte | Competición       |
| --------------- | ------- | ----------------- |
| Oro             |         |                   |
| —               |         |                   |
| Plata           |         |                   |
| Joaquín Capilla | Saltos  | Plataforma 10 m M |
| Bronce          |         |                   |
| —               |         |                   |

## Resultados por deporte

### Atletismo
Amalia Yubi fue la segunda atleta en representar al país en el lanzamiento de jabalina, y la primera en participar en atletismo desde Los Ángeles 1932.
Varonil
| Atleta            | Evento | Heat      | Heat     | Cuartos de final | Cuartos de final | Semifinal | Semifinal | Final     | Final     |
| Atleta            | Evento | Resultado | Posición | Resultado        | Posición         | Resultado | Posición  | Resultado | Posición  |
| ----------------- | ------ | --------- | -------- | ---------------- | ---------------- | --------- | --------- | --------- | --------- |
| Javier Souza Díaz | 100 m  | 11.32     | 5        | No avanzó        | No avanzó        | No avanzó | No avanzó | No avanzó | No avanzó |
| Javier Souza Díaz | 400 m  | 50.47     | 5        | No avanzó        | No avanzó        | No avanzó | No avanzó | No avanzó | No avanzó |

Femenil
| Atleta            | Evento                  | Clasificación | Clasificación | Final     | Final     |
| Atleta            | Evento                  | Distancia     | Posición      | Distancia | Posición  |
| ----------------- | ----------------------- | ------------- | ------------- | --------- | --------- |
| Amalia Yubi Arias | Lanzamiento de jabalina | 35.59         | 19            | No avanzó | No avanzó |

### Baloncesto
Fue la tercera participación consecutiva de México en el basquetbol olímpico, y la primera vez que la selección no llegó a las semifinales.
Emilio López, Fernando Rojas, Jorge Cardiel, Héctor Guerrero, José Cabrera y José Rojas compitieron en sus segundos Juegos Olímpicos.
Torneo masculino
| Selección de Baloncesto de México |
| Jugadores                         |
| Nombre                            |
| Sergio Olguín Fierro              |
| Filiberto Manzo                   |
| Emilio López Enríquez             |
| Fernando Rojas Herrera            |
| José Carlos Bru                   |
| Héctor Guerrero Delgado           |
| Enrique Pioquinto Soto Villanueva |
| Jorge Cardiel                     |
| Rolando Rubalcava                 |
| José de la Cruz Cabrera           |
| José Rojas Herrera                |
| Rubén Almanza García              |
| Manuel Chacón Cota                |
| José Salvador Meneses Licano      |

| Fecha | Ronda                   | Local  |                   | Resultado |                               | Visitante       |
| ----- | ----------------------- | ------ | ----------------- | --------- | ----------------------------- | --------------- |
|       | Primera ronda - Grupo B | México | Bandera de México | 66:48     | Bandera de Finlandia          | Finlandia       |
|       | Primera ronda - Grupo B | México | Bandera de México | 44:52     | Bandera de Bulgaria           | Bulgaria        |
|       | Primera ronda - Grupo B | México | Bandera de México | 62:71     | Bandera de la Unión Soviética | Unión Soviética |

### Boxeo
México compitió en peso wélter por primera vez desde 1936, y en peso mosca por primera vez desde 1932.
| Atleta                    | Evento      | Ronda de 16             | Cuartos de final   | Semifinales        | Final              | Final     |
| Atleta                    | Evento      | Oponente Resultado      | Oponente Resultado | Oponente Resultado | Oponente Resultado | Posición  |
| ------------------------- | ----------- | ----------------------- | ------------------ | ------------------ | ------------------ | --------- |
| Jesús Tello Vázquez       | Peso mosca  | Perera Handunge (CEY) P | No avanzó          | No avanzó          | No avanzó          | No avanzó |
| Raúl Macías Guevara       | Peso gallo  | Amaya (VEN) G           | Garbuzov (URRS) P  | No avanzó          | No avanzó          | No avanzó |
| José Luis Dávalos Noriega | Peso wélter | Tuñacao (VEN) G         | Chychla (URRS) P   | No avanzó          | No avanzó          | No avanzó |

### Ciclismo
| Atleta                                                    | Evento     | Tiempo        | Posición      |
| --------------------------------------------------------- | ---------- | ------------- | ------------- |
| Ángel Romero Llamas                                       | Individual | 5:24:33.9     | 45            |
| Ricardo García Peralta                                    | Individual | No terminó    | No terminó    |
| Francisco Lozano Borgoni                                  | Individual | No terminó    | No terminó    |
| Julio Cepeda Garza                                        | Individual | No terminó    | No terminó    |
| Julio Cepeda Francisco Lozano Ricardo García Ángel Romero | Equipo     | No terminaron | No terminaron |

### Clavados
Joaquín Capilla participó en sus segundos Juegos Olímpicos y se convirtió en el primer mexicano en ganar medallas en dos olimpiadas consecutivas.
Fue la primera vez que el país tuvo tres clavadistas (equipo completo) en la final de plataforma varonil.
Varonil
| Atleta          | Evento               | Preliminar | Preliminar | Final     | Final     | Total  | Total            |
| Atleta          | Evento               | Puntos     | Posición   | Puntos    | Posición  | Puntos | Posición         |
| --------------- | -------------------- | ---------- | ---------- | --------- | --------- | ------ | ---------------- |
| Joaquín Capilla | Trampolín 3 metros   | 79.42      | 4          | 98.91     | 4         | 178.33 | 4                |
| Rodolfo Perea   | Trampolín 3 metros   | 62.36      | 19         | No avanzó | No avanzó | 62.36  | 9                |
| Alberto Capilla | Trampolín 3 metros   | 61.85      | 20         | No avanzó | No avanzó | 61.85  | 20               |
| Alberto Capilla | Plataforma 10 metros | 72.95      | 5          | 63.49     | 4         | 136.44 | 5                |
| Joaquín Capilla | Plataforma 10 metros | 78.46      | 2          | 66.72     | 2         | 145.21 | Medalla de plata |
| Rodolfo Perea   | Plataforma 10 metros | 72.88      | 6          | 55.40     | 6         | 128.28 | 6                |

Femenil
| Atleta                  | Evento               | Preliminar | Preliminar | Final     | Final     | Total  | Total    |
| Atleta                  | Evento               | Puntos     | Posición   | Puntos    | Posición  | Puntos | Posición |
| ----------------------- | -------------------- | ---------- | ---------- | --------- | --------- | ------ | -------- |
| Carlota Ríos Laurenzana | Plataforma 10 metros | 39.76      | 10         | No avanzó | No avanzó | 39.76  | 10       |
| Irma Lozano Gallo       | Plataforma 10 metros | 33.33      | 13         | No avanzó | No avanzó | 33.33  | 13       |

### Equitación
Humberto Mariles compitió en sus segundos Juegos Olímpicos.
De acuerdo a datos del Comité Olímpico Mexicano, los jinetes Alberto Valdés y Rubén Peña fueron registrados para participar en el concurso completo junto a Mario Becerril. Sin embargo, el reporte oficial de los Juegos no hace ninguna mención de su participación, por lo que, pese a estar inscritos, no tomaron parte.

#### Concurso completo
| Atleta         | Caballo    | Evento     | Total   | Total    |
| Atleta         | Caballo    | Evento     | Puntos  | Posición |
| -------------- | ---------- | ---------- | ------- | -------- |
| Mario Becerril | Tamaulipas | Individual | -196.33 | 21       |

#### Copa de las naciones (salto)
| Atleta                                         | Caballo                     | Evento     | Ronda 1 | Ronda 1 | Ronda 1 | Ronda 2 | Ronda 2 | Ronda 2 | Posición |
| Atleta                                         | Caballo                     | Evento     | Salto   | Tiempo  | Total   | Salto   | Tiempo  | Total   | Posición |
| ---------------------------------------------- | --------------------------- | ---------- | ------- | ------- | ------- | ------- | ------- | ------- | -------- |
| Humberto Mariles                               | Petrolero                   | Individual | 4       | 0       | 4       | 4       | 0.75    | 4.75    | 6        |
| Víctor Saucedo                                 | Resorte II                  | Individual | 12      | 0       | 12      | 12      | 0       | 12      | 25       |
| Roberto Viñals                                 | Alteño                      | Individual | 20      | 0       | 20      | 12      | 0       | 12      | 35       |
| Humberto Mariles Víctor Saucedo Roberto Viñals | Petrolero Resorte II Alteño | Equipo     | -       | -       | 36      | -       | -       | 28.75   | 9        |

### Esgrima
Antonio Haro compitió en sus cuartos y últimos Juegos Olímpicos, siendo el primer mexicano en llegar a dicha marca.
Benito Ramos y Emilio Meraz compitieron en sus segundos Juegos Olímpicos.
Varonil
| Atleta              | Evento  | Primera ronda | Primera ronda | Primera ronda | Cuartos de final | Cuartos de final | Cuartos de final | Semifinal    | Semifinal    | Semifinal    | Final        | Final        | Final        |
| Atleta              | Evento  | CG            | CP            | Posición      | CG               | CP               | Posición         | CG           | CP           | Posición     | CG           | CP           | Posición     |
| ------------------- | ------- | ------------- | ------------- | ------------- | ---------------- | ---------------- | ---------------- | ------------ | ------------ | ------------ | ------------ | ------------ | ------------ |
| Antonio Haro Oliva  | Espada  | 5             | 1             | 1             | 4                | 4                | 5                | No avanzó    | No avanzó    | No avanzó    | No avanzó    | No avanzó    | No avanzó    |
| Emilio Meraz        | Espada  | 4             | 3             | 4             | 3                | 4                | 5                | No avanzó    | No avanzó    | No avanzó    | No avanzó    | No avanzó    | No avanzó    |
| Benito Ramos Ramos  | Espada  | 4             | 3             | 3             | No hay datos     | No hay datos     | No hay datos     | No hay datos | No hay datos | No hay datos | No hay datos | No hay datos | No hay datos |
| Benito Ramos Ramos  | Florete | 4             | 1             | 1             | 1                | 5                | 7                | No avanzó    | No avanzó    | No avanzó    | No avanzó    | No avanzó    | No avanzó    |
| Benito Ramos Ramos  | Sable   | 2             | 4             | 5             | No avanzó        | No avanzó        | No avanzó        | No avanzó    | No avanzó    | No avanzó    | No avanzó    | No avanzó    | No avanzó    |
| Antonio Haro        | Sable   | 4             | 2             | 3             | 3                | 4                | 6                | No avanzó    | No avanzó    | No avanzó    | No avanzó    | No avanzó    | No avanzó    |
| Rafael Cámara Anaya | Sable   | 2             | 5             | 7             | No avanzó        | No avanzó        | No avanzó        | No avanzó    | No avanzó    | No avanzó    | No avanzó    | No avanzó    | No avanzó    |

### Halterofilia
Fue la segunda participación de Armando Rueda en Juegos Olímpicos, y la primera participación del país en la categoría de 82.5 kilogramos.
| Atleta         | Evento   | Prensa | Arranque | Envión | Total | Posición |
| -------------- | -------- | ------ | -------- | ------ | ----- | -------- |
| David Pimentel | 75 kg.   | 102.5  | 95       | -      | 197.5 | 21       |
| Armando Rueda  | 82.5 kg. | 115    | 107.5    | 137.5  | 360   | 12       |

### Lucha
Eduardo Assam participó en sus segundos Juegos Olímpicos, convirtiéndose en el primer mexicano con dos apariciones en esta disciplina.
México participó por primera vez en las categorías de peso mosca y peso gallo y con cinco participantes rompió su récord de 4 establecido apenas 4 años antes.

Los luchadores eran eliminados al acumular cinco "puntos negativos".
Libre
| Atleta                  | Evento      | Ronda 1            | Ronda 2            | Ronda 3            | Ronda 4            | Ronda 5            | Final              | Puntos    | Posición |
| Atleta                  | Evento      | Oponente Resultado | Oponente Resultado | Oponente Resultado | Oponente Resultado | Oponente Resultado | Oponente Resultado | Puntos    | Posición |
| ----------------------- | ----------- | ------------------ | ------------------ | ------------------ | ------------------ | ------------------ | ------------------ | --------- | -------- |
| Rodolfo Dávila Cárdenas | Peso mosca  | Baise (RSA) P      | Bye                | Kitano (JAP) P     | No avanzó          | No avanzó          | No avanzó          | No avanzó | 9        |
| Leonardo Basurto        | Peso gallo  | Schmitz (GER) P    | Jadhav (IND) P     | No avanzó          | No avanzó          | No avanzó          | No avanzó          | No avanzó | 13       |
| Mario Tovar González    | Peso ligero | Cools (BEL) P      | Østrand (DEN) P    | No avanzó          | No avanzó          | No avanzó          | No avanzó          | No avanzó | 17       |
| Antonio Rosado García   | Peso wélter | Smith (USA) P      | Longarella (ARG) P | No avanzó          | No avanzó          | No avanzó          | No avanzó          | No avanzó | 14       |
| Eduardo Assam           | Peso medio  | Gocke (GER) P      | Zafer (FIN) P      | No avanzó          | No avanzó          | No avanzó          | No avanzó          | No avanzó | 12       |

### Natación
Alberto Isaac, César Borja Pineda, Tonatiuh Gutiérrez y Clemente Mejía participaron en sus segundos Juegos Olímpicos.
Varonil
| Atleta                                                    | Evento                | Heat    | Heat     | Semifinal    | Semifinal    | Final        | Final        |
| Atleta                                                    | Evento                | Tiempo  | Posición | Tiempo       | Posición     | Tiempo       | Posición     |
| --------------------------------------------------------- | --------------------- | ------- | -------- | ------------ | ------------ | ------------ | ------------ |
| Alberto Isaac                                             | 100 m libre           | 1:01.4  | 37       | No avanzó    | No avanzó    | No avanzó    | No avanzó    |
| Juan Lanz Muller                                          | 100 m libre           | 1:00.9  | 30       | No avanzó    | No avanzó    | No avanzó    | No avanzó    |
| René Muñiz Soberanes                                      | 100 m libre           | 1:00.5  | 25       | No avanzó    | No avanzó    | No avanzó    | No avanzó    |
| Tonatiuh Gutiérrez                                        | 1,500 M. Libre        | 19:18.9 | 3        | No avanzó    | No avanzó    | No avanzó    | No avanzó    |
| César Borja Pineda                                        | 1,500 M. Libre        | 19:43.2 | 3        | No avanzó    | No avanzó    | No avanzó    | No avanzó    |
| Efrén Fierro Manly                                        | 1,500 M. Libre        | 19:55.8 | 3        | No avanzó    | No avanzó    | No avanzó    | No avanzó    |
| Efrén Fierro César Borja Tonatiuh Gutiérrez Alberto Isaac | Relevo 4x200 m. Libre | 9:15.7  | 6        | No avanzaron | No avanzaron | No avanzaron | No avanzaron |
| Clemente Mejía                                            | 100 m dorso           | 1:10.7  | 3        | No avanzó    | No avanzó    | No avanzó    | No avanzó    |
| Walter Ocampo Esparza                                     | 200 m pecho           | 2:44.8  | 4        | No avanzó    | No avanzó    | No avanzó    | No avanzó    |

### Pentatlón moderno
México participó por primera vez en la prueba de equipos, que hizo su primera aparición en estos Juegos.
Sergio Escobedo Garduño acompañó al equipo como suplente, pero no participó en la prueba.
| Atleta                                 | Prueba     | Total de puntos | Posición final |
| -------------------------------------- | ---------- | --------------- | -------------- |
| Antonio Almada Félix                   | Individual | 193             | 44             |
| José Pérez Mier                        | Individual | 163             | 38             |
| David Romero Vargas                    | Individual | 202             | 47             |
| Antonio Almada José Pérez David Romero | Equipo     | 524             | 14             |

### Tiro
México debutó en la prueba de pistola de 50 metros.
Ernesto Montemayor y José Reyes participaron en sus segundos Juegos Olímpicos.
| Atleta                    | Evento                   | Final   | Final  | Final    |
| Atleta                    | Evento                   | Blancos | Puntos | Posición |
| ------------------------- | ------------------------ | ------- | ------ | -------- |
| Ernesto Montemayor Sr.    | Pistola rápida 25 metros | 60      | 565    | 15       |
| Carlos Rodríguez Guerrero | Pistola rápida 25 metros | 60      | 561    | 18       |
| Raúl Ibarra Zapata        | Pistola libre 50 m       | -       | 530    | 13       |
| José Reyes Rodríguez      | Pistola libre 50 m       | -       | 523    | 18       |

### Waterpolo
Este fue la primera participación de México en las competencias de waterpolo olímpicas.
| Selección de waterpolo de México |
| Jugadores                        |
| Nombre                           |
| Manuel Castro Aparicio           |
| Arturo Coste Albaradejo          |
| Gustavo Olguín Rodrigo           |
| José Olguín Rodrigo              |
| Otilio Olguín Rodrigo            |
| Modesto Martínez Ramos           |
| Juan Trejo Cid                   |

| Fecha               | Ronda                | Local  |                   | Resultado |                    | Visitante |
| ------------------- | -------------------- | ------ | ----------------- | --------- | ------------------ | --------- |
| 25 de julio de 1952 | Primera eliminatoria | México | Bandera de México | 4:13      | Bandera de Hungría | Hungría   |
| 26 de julio de 1952 | Segunda eliminatoria | México | Bandera de México | 0:4       |                    | Sudáfrica |